# Свистун іржастий
Свистун білогузий (Pachycephala hyperythra) — вид горобцеподібних птахів родини свистунових (Pachycephalidae). Ендемік Нової Гвінеї.

## Підвиди
Виділяють чотири підвиди:
- P. h. hyperythra Salvadori, 1876 — Вандамен, Вейланд і гори Фоджа, верхів'я річок Флай, Палмер і Ок-Теді;
- P. h. sepikiana Stresemann, 1921 — гори на півночі Нової Гвінеї;
- P. h. reichenowi Rothschild & Hartert, E, 1911 — гірський хребет Сарувагед;
- P. h. salvadorii Rothschild, 1897 — гори на схід від озера Кутубу і гори Босаві.

## Поширення і екологія
Іржасті свистуни живуть в гірських і рівнинних тропічних лісах Нової Гвінеї.